# Hinoba-an
Hinoba-an è una municipalità di terza classe delle Filippine, situata nella Provincia di Negros Occidental, nella regione di Visayas Occidentale.
Hinoba-an è formata da 13 baranggay:
- Alim
- Asia
- Bacuyangan
- Barangay I (Pob.)
- Barangay II (Pob.)
- Bulwangan
- Culipapa
- Damutan
- Daug
- Po-ok
- San Rafael
- Sangke
- Talacagay